# Maria Eufrazja Pelletier
Maria Eufrazja Pelletier (właśc. Rose Virginie Pelletier) (ur. 31 lipca 1796 w Noirmoutier, zm. 24 kwietnia 1868 w Angers) – francuska zakonnica, założycielka Zgromadzenia Matki Bożej Miłosiernej od Dobrego Pasterza, święta Kościoła katolickiego.

## Życiorys
Rose Virginie Pelletier urodziła się 31 lipca 1796 roku na wyspie Noirmoutier, u wybrzeży Francji. Jej rodzice zostali uwięzieni na wyspie w czasie rewolucji francuskiej. Jej ojciec był lekarzem, a matka karmiła głodnych i opiekowała się chorymi. Mając 18 lat wstąpiła do zgromadzenia Sióstr Matki Bożej Miłosierdzia. Następnie założyła zgromadzenie Sióstr Matki Bożej Miłosierdzia od Dobrego Pasterza. Zmarła 24 kwietnia 1868 roku mając 71 lat. Została pochowana w domu Sióstr Dobrego Pasterza w Angers.
Beatyfikował ją Pius XI w dniu 30 kwietnia 1933 roku, a kanonizowana została w dniu 2 maja 1940 roku przez papieża Piusa XII.